# Cultura della Birmania

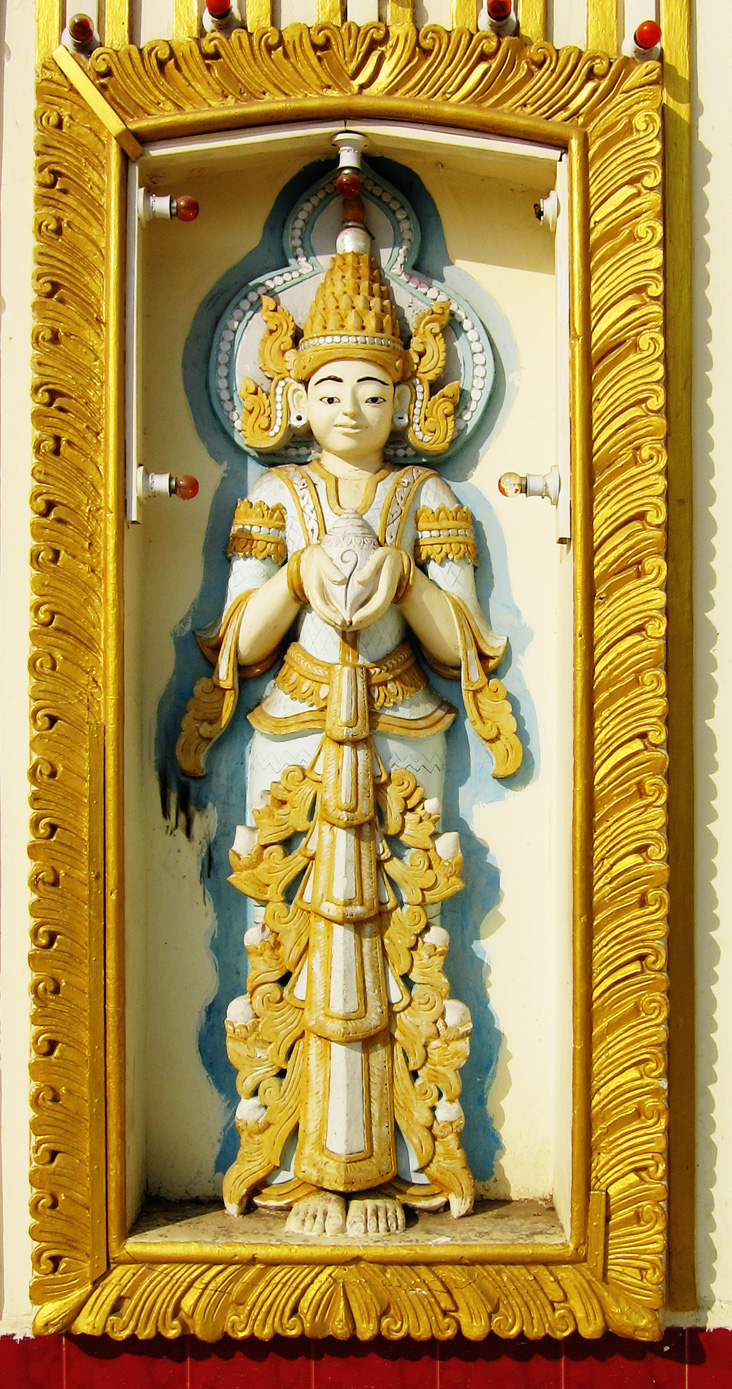
Scultura rappresentante un Nat, cioè uno spirito guida

La cultura della Birmania (o Myanmar) è stata pesantemente influenzata dal buddhismo e dalla popolazione Mon, mentre in seconda battuta si hanno notevoli influenze anche da parte delle nazioni confinanti come l'India, la Thailandia e la Cina. In tempi recenti, la colonizzazione britannica e l'occidentalizzazione della società hanno influenzato diversi aspetti della cultura del paese, come la lingua e l'insegnamento.

## Arte

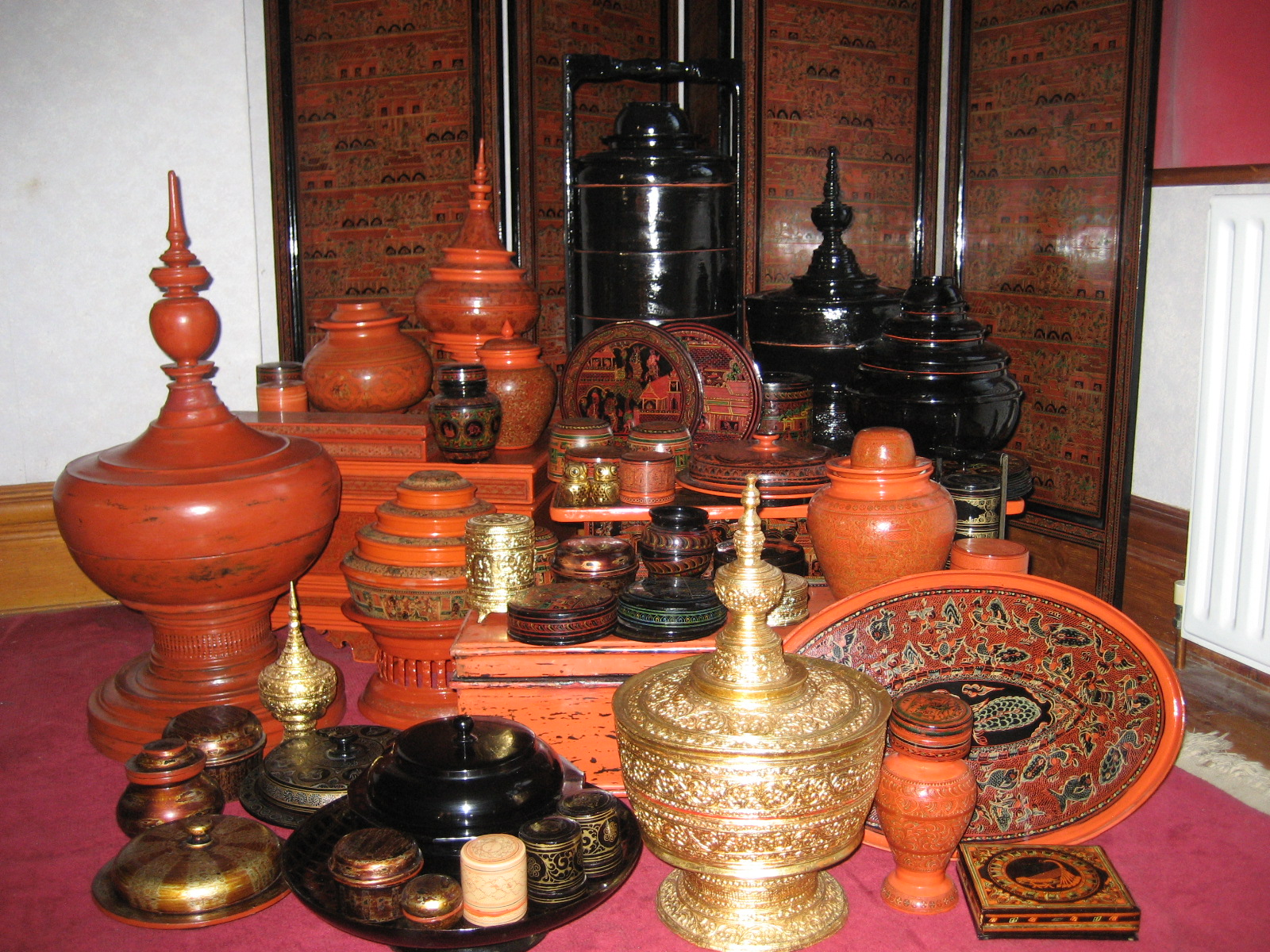
Una collezione di oggetti laccati birmani provenienti da Bagan

Storicamente l'arte birmana si basa sulla cosmologia e sui miti del Buddhismo e dell'Induismo. Le rappresentazioni di Buddha variano per stile e certe caratteristiche distintive a seconda della regione birmana in cui si trovano: lo stile della zona di Mandalay (sviluppatosi alla fine del XIX secolo), ad esempio, consiste di un Buddha di forma ovoidale con caratteri realistici, come la curvatura naturale delle sopracciglia, orecchie più piccole di quanto rappresentato in altre zone (ma comunque piuttosto pronunciate) e abiti drappeggiati. In Birmania vi sono 10 arti tradizionali, chiamate pan sè myo (ပန်းဆယ်မျိုး):
1. forgiatura (ပန္းပဲ ba-bè)
2. intaglio (ပန္းပု ba-bu)
3. oreficeria (ပန္းထိမ္ ba-dein)
4. stuccatura (ပန္းေတာ့ pandaw)
5. muratura (ပန္းရန္ pa-yan)
6. scultura (ပန္းတေမာ့ pantamaw)
7. tornitura del legno (ပန္းပြတ္ panbut)
8. pittura (ပန္းခ်ီ bagyi)
9. laccatura (ပန္းယြန္း panyun)
10. lavorazione del bronzo (ပန်းတဉ်း badin)

Oltre alle arti tradizionali sono presenti anche la filatura della seta, la ceramica, la realizzazione di arazzi, la lavorazione di pietre preziose e la realizzazione di foglie d'oro. I templi sono tipicamente realizzati con mattoni e stucchi, mentre le pagode sono spesso ricoperte con numerosi strati di foglie d'oro ed i monasteri sono solitamente costruiti in legno (almeno quelli storici, i monasteri recentemente costruiti nelle grandi città sono costruiti con materiali più moderni). Un tetto molto comune nell'architettura birmana è il cosiddetto Pyatthat (ပြာသာဒ်), cioè una serie di piani sovrapposti ognuno munito del proprio tetto, culminanti in una guglia.

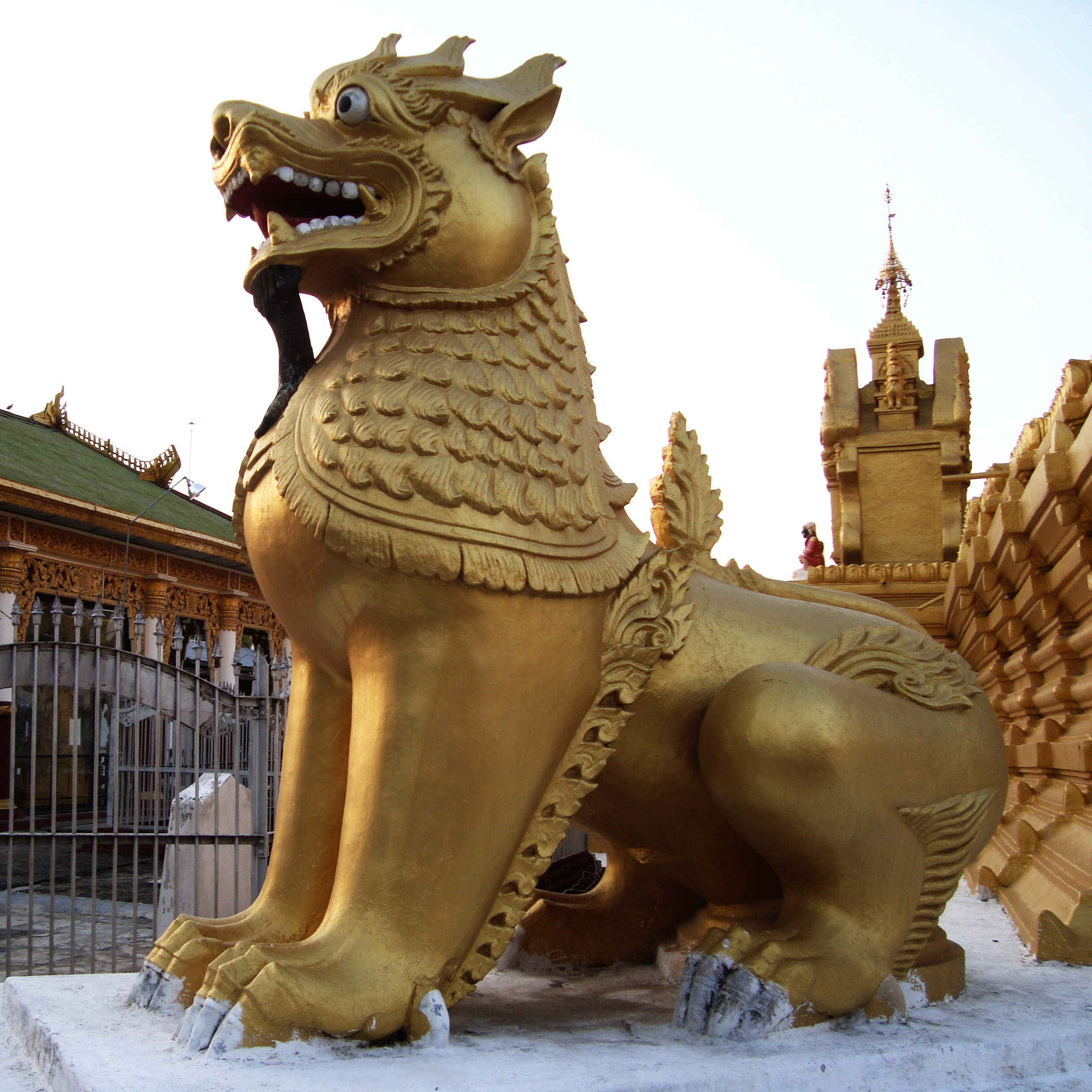
Tipica scultura di un leone birmano

### Letteratura
La letteratura birmana è stata fortemente influenzata dal buddhismo, soprattutto storie legate alle Jātaka. Dal momento che il buddhismo ortodosso proibiva la scrittura di storie romanzate, la letteratura si basa principalmente su storie vere. A partire dalla colonizzazione inglese sono comunque stati introdotti diversi generi di romanzo che oggi sono diventati molto popolari. La poesia è molto importante e vi sono alcuni generi di poesia propri della letteratura birmana. Nel 1976 venivano pubblicati solo 411 titoli l'anno, paragonabili ai 445 pubblicati nel 1882: diversi fattori hanno contribuito a questo bassissimo numero, fra cui la censura, il lunghissimo percorso burocratico necessario per ottenere il permesso di pubblicare ed il basso potere d'acquisto della popolazione che non permetteva la nascita di un mercato legato alla letteratura.
Le storie più popolari hanno tematiche simili a quelle dei romanzi occidentali (avventura, spionaggio, romanticismo), ma è presente anche un fiorente mercato legato alla traduzione di opere occidentali da parte di autori birmani: questo perché il governo non ha sottoscritto la convenzione universale sul diritto d'autore per cui non c'è l'obbligo di pagare royalties agli autori originari.
Una delle scrittrici più importanti del periodo post-coloniale è la giornalista Journal Kyaw Ma Ma Lay; un'altra famosa scrittrice è Khin Myo Chit, il cui racconto breve Il diamante da 13 carati del 1955 è stato tradotto in diverse lingue. Altri autori famosi sono Ludu Daw Amar, Ludu U Hla, Thein Pe Myint, Kyi Aye, Khin Hnin Yu, Myoma Myint Kywe.

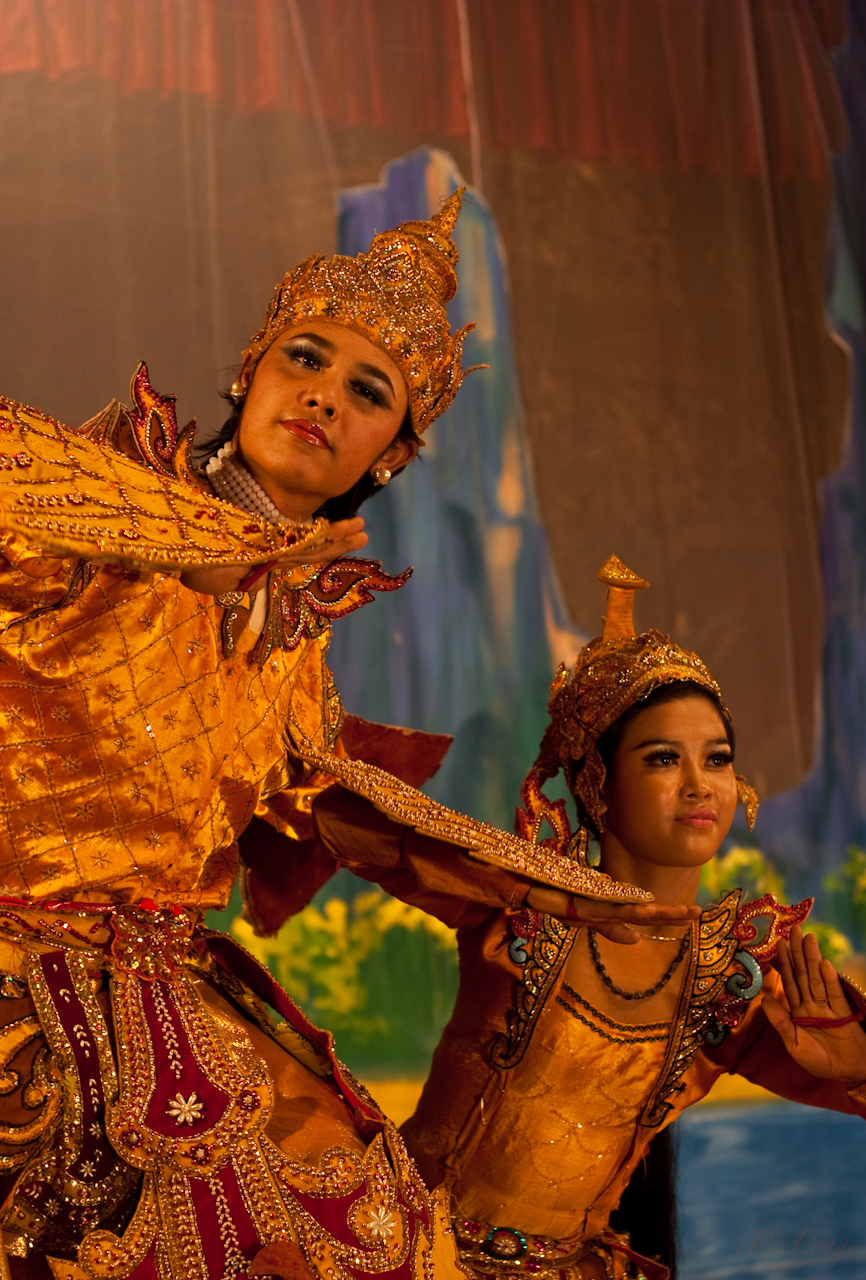
Una rappresentazione teatrale di una danza Mon

### Danza
La danza birmana può essere suddivisa in tre grandi categorie: la drammatica, la folkloristica e la danza nat, ognuna delle quali ha alcune precise caratteristiche distintive che la separano da quella delle nazioni vicine (soprattutto la Thailandia, che ha tratti simili), come i movimenti veloci ed energici e l'enfasi delle pose assunte dai ballerini.

### Musica

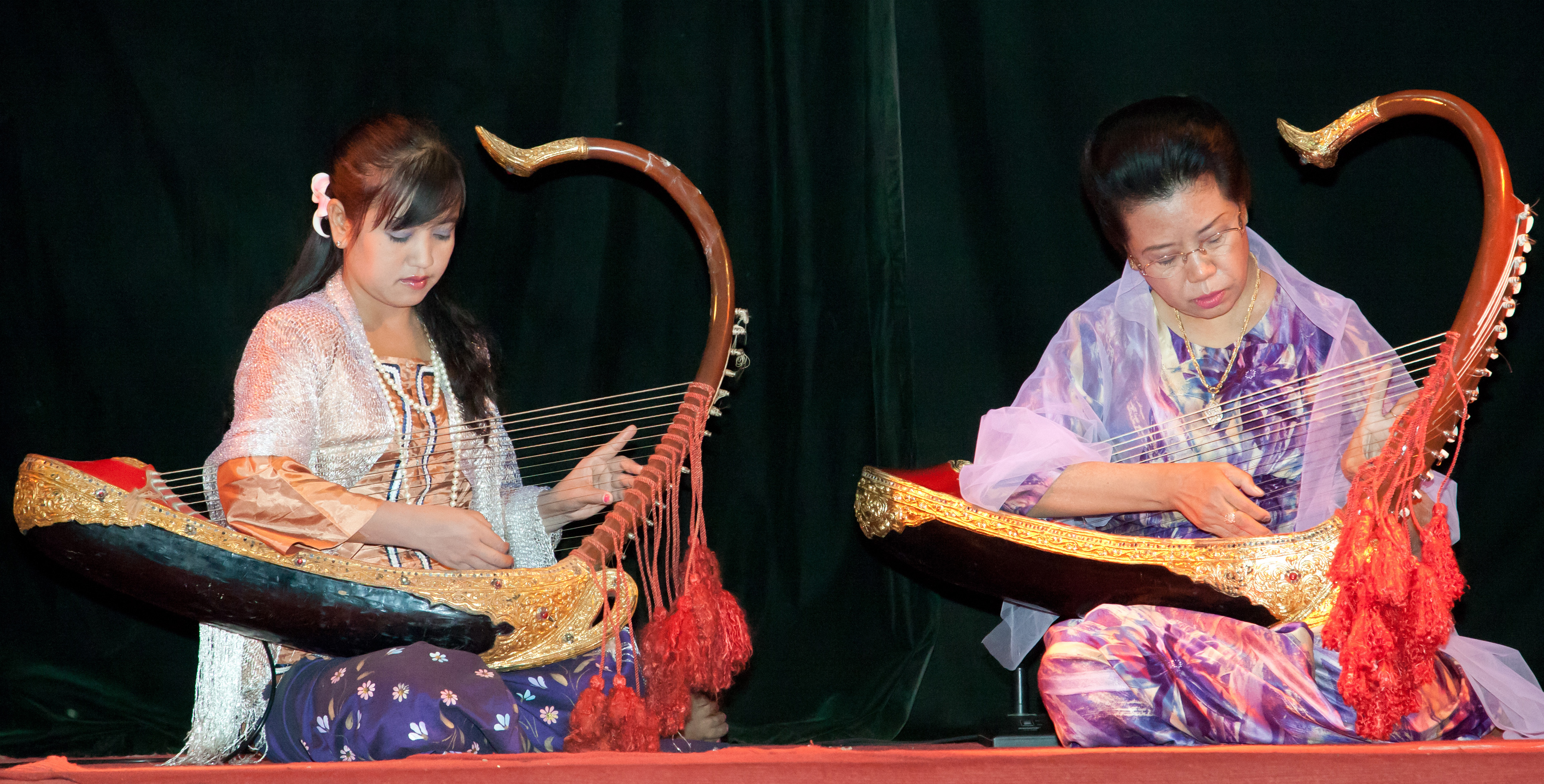
Due musiciste suonano il saung ad una rappresentazione tenutasi a Mandalay.

Diversi tipi di musica birmana sono suonati con una serie di strumenti musicali tradizionali, tutti riuniti in un'orchestra conosciuta col nome di hsaing waing che il musicista birmano Kyaw Kyaw Naing,, ha reso molto popolari anche in occidente. La musica folkloristica è diversa da quella degli altri paesi del sudest asiatico, in quanto caratterizzata da improvvisi cambi di ritmo e di melodia e da variazioni nel timbro e nella struttura della musica. Uno strumento prettamente birmano è il saung, una specie di arpa arcuata che risale ad epoche antichissime (se ne trovano tracce in civiltà coeve agli Ittiti).
Le tipiche musiche folkloristiche birmane si trovano all'interno del cosiddetto Mahagita, una grande raccolta di canzoni classiche tipicamente suddivise in musiche da suonare al coperto o all'aperto. Queste canzoni, in lingua pali e in pali misto al birmano, hanno temi incentrati su leggende birmane, su temi religiosi o sulla potenza e la gloria di antichi monarchi, ma ve ne sono anche alcune che parlano della bellezza del paesaggio, delle foreste, delle stagioni e infine della bellezza femminile, di amore e passione. Nella Birmania moderna tuttavia è sempre più presente la musica pop di stile occidentale.

## Costumi

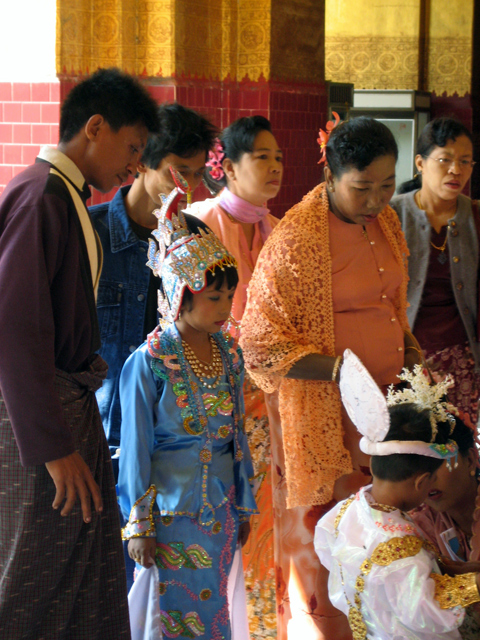
Una cerimonia della perforazione del lobo dell'orecchio tenutasi al tempio Mahamuni a Mandalay.

Il saluto tradizionale birmano è mingalaba (မဂၤလာပါ, dal pali mangala e che può essere tradotto con buoni auspici a te); questo è, comunque, una forma di saluto relativamente recente, originatasi negli anni Sessanta del secolo scorso nelle nuove scuole missionarie appena nazionalizzate in sostituzione dell'inglese good morning teacher. Sono tuttora comuni forme di salute come Htamin sa pi bi la (ထမင္းစားျပီးျပီလား, che significa hai mangiato?) e Nei kaung la (ေနေကာင္းလား, che significa come stai?).

### Abbigliamento
Il tipico indumento birmano è il longyi, una specie di sarong indossato sia dagli uomini che dalle donne. Il longyi ha preso il posto dei tradizionali paso (per gli uomini) e tamein (per le donne) agli inizi del XIX secolo. Per occasioni più formali o per lavoro gli uomini bamar indossano una camicia manciù (တိုက္ပုံအကၤ်ီ) e a volte un turbante chiamato gaung baung, mentre le donne indossano una blusa abbottonata sul davanti, chiamata yinzi (ရင္ေစ့), o sul fianco, chiamata yinbon (ရင္ဖုံး), oltre ad uno scialle. Nelle aree urbane si sta diffondendo rapidamente l'uso di gonne o pantaloni di stile occidentale, soprattutto fra i giovani. Una tipica calzatura è una specie di sandalo chiamata hnyat-phanat.
Durante il colonialismo britannico, i birmani più nazionalisti associavano l'abbigliamento tradizionale, soprattutto il Yaw longyi (ယာလုံခ်ည္, un tipico longyi della popolazione Yaw) ed il pinni taikpon (ပင္နီတုိက္ပုံအကၤ်ီ, una camicia chiara senza collo), con i sentimenti anticolonialisti, a causa di una restrizione negli anni Venti del XIX secolo sfociata in aperto dissenso. Indossare vestiti tradizionali era visto dai birmani come una resistenza passiva alla colonizzazione, ciononostante i britannici influenzarono notevolmente l'abbigliamento ed anche le acconciature tradizionali birmane. I tradizionali capelli lunghi degli uomini vennero rimpiazzati da capelli corti e raccolti, chiamati bo ke (ဘုိေက). Allo stesso modo le donne iniziarono ad acconciare i capelli in un modo chiamato amauk (အေမာက္), una specie di frangetta arricciata in cima col tradizionale odango (ဆံထုံး). Il longyi femminile (htamein) divenne più corto, con l'orlo alle caviglie invece che ai piedi, mentre anche la parte superiore si allacciava in vita in un punto più basso di prima.

### La lingua
La lingua birmana presta molta attenzione all'età dell'interlocutore. L'utilizzo di titoli onorifici prima del nome è la norma ed è considerato molto sconveniente pronunciare il nome di una persona senza usare il suo titolo, a meno che non la si conosca fin dalla giovinezza o che si tratti di un giovane subalterno. Ai ragazzi ci si riferisce con l'appellativo di Maung o Ko (letteralmente fratello), mentre agli uomini più maturi ci si riferisce con l'appellativo di U (letteralmente zio). Allo stesso modo, ci si riferisce alle ragazze chiamandole con l'appellativo di Ma (letteralmente sorella), mentre alle donne più mature ci si riferisce con l'appellativo di Daw (letteralmente zia), a prescindere dal fatto che siano sposate o meno. Anche i pronomi relativi alla prima e la seconda persona variano a seconda di chi si sta rivolgendo a chi e a seconda dell'età degli interlocutori. Il linguaggio ed i termini utilizzati con le persone più anziane è più rispettoso ed esiste uno speciale vocabolario per i termini da utilizzare quando si parla con un monaco buddhista.

### Consuetudini
La società birmana si relaziona in base all'ana (အားနာ), un sentimento caratteristico che non ha equivalenti nella cultura occidentale. Si tratta di una specie di riluttanza, esitazione e dell'evitare il contatto fisico e visivo con l'interlocutore, in base alla paura che qualunque parola o azione possa offendere o creare imbarazzo nella persona con cui si parla. Un altro concetto sempre presente nella società birmana è quello di hpone (ဘုန္း, dal sanscrito bhaga), che si può tradurre come potere: viene utilizzato come spiegazione delle numerose differenze di tipo etnico, socioeconomico e di genere fra la popolazione. Il hpone si riferisce al risultato cumulativo delle radici di una persona, dei suoi antenati, secondo l'idea che la posizione sociale deriva dai meriti guadagnati nelle vite passate (quest'idea viene utilizzata anche per giustificare l'atteggiamento prevalente che vede le donne birmane assoggettate all'uomo, poiché hanno meno hpone).
L'età avanzata è considerata sinonimo di saggezza ed esperienza, per cui gli anziani vengono venerati. I genitori ed i maestri sono secondi solamente ai tre gioielli (yadana thoun ba, ရတနာသုံးပါး), costituendo con essi i cinque atti di carità infinita (ananda nga ba, အနႏၱငါးပါး) e gli viene reso omaggio (detto gadaw) in speciali momenti dell'anno come i thingyan o l'inizio e la fine dei riti del vassa. Gli anziani sono i primi cui viene servito da mangiare ed in loro assenza un cucchiaio di riso viene messo da parte prima che tutti inizino a mangiare, in segno di rispetto (u cha, ဦးခ်). I giovani evitano di sedersi più in alto degli anziani o di passar loro davanti a meno che sia inevitabile, e in questo caso l'azione viene accompagnata da un inchino rispettoso. Quando si consegna un oggetto agli anziani si usano entrambe le mani. Gli uomini possono incrociare le gambe quando sono seduti su una sedia o un tappeto, mentre le donne generalmente non lo fanno.
Ai bambini viene insegnato fin da piccoli a venerare i propri anziani, a rispettare i propri pari e ad essere gentili con i deboli (kyeethu go yothei, ywedu go layza, ngethu go thana, ၾကီးသူကုိရုိေသ၊ ရြယ္တူကိုေလးစား၊ ငယ္သူကိုသနား။). I genitori sono considerati i soli responsabili per il comportamento dei propri figli.
È considerato maleducato toccare la testa di un'altra persona poiché quello è il punto più alto del corpo umano. È considerato sconveniente anche toccare i piedi di qualcun altro, ma è ancor più offensivo puntare con un piede o sedersi con i piedi che puntano nella direzione di una persona anziana, poiché i piedi sono la parte più bassa del corpo umano (tempo fa era considerato blasfemo anche additare le immagini del Buddha). Prima di entrare in una casa, in un monastero o in una pagoda ci si deve sempre obbligatoriamente togliere scarpe e calze, camminando quindi a piedi nudi. È pratica religiosa dei birmani circumambulare gli stūpa in senso orario (let ya yit, လက္ယာရစ္), non antiorario (let wè yit, လက္ဝဲရစ္), come in tutti i paesi buddhisti.
Pubbliche dimostrazioni di affetto sono comuni fra persone dello stesso sesso o fra membri della stessa famiglia, ma sono estremamente rare fra persone di sesso diverso. È dunque abbastanza comune vedere amici dello stesso sesso che camminano tenendosi per mano ma questo è molto raro fra fidanzati (a meno che non ci si trovi in una grande città, dove i costumi si stanno occidentalizzando molto velocemente).

## Cucina

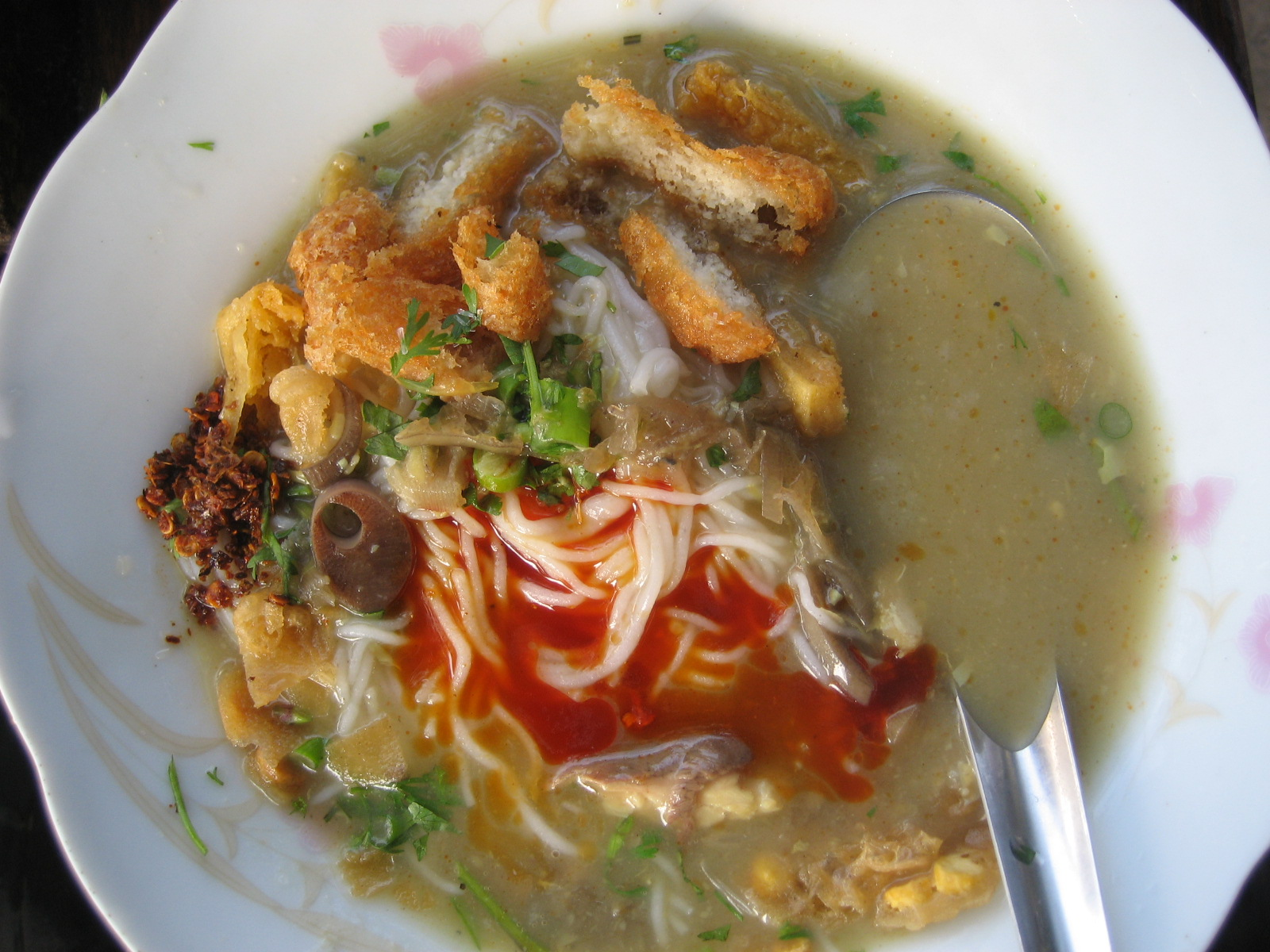
Il Mohinga, costituito da noodles di riso in una zuppa di pesce, considerato come il piatto nazionale birmano.

La cucina birmana è stata molto influenzata da quelle indiana, cinese e thailandese, oltre che dalle cucine etniche delle varie popolazioni che abitano il paese. Nella preparazione dei piatti viene fatto un moderato uso di spezie. Un tipico menù birmano consiste di diverse pietanze di carne, una zuppa, riso al vapore con una salsa fermentata di pesce conservato e verdure lessate di contorno. Solitamente coi piatti vengono serviti condimenti come il balachung o le verdure sottaceto. Altri ingredienti largamente usati nella cucina birmana sono i ceci, le lenticchie ed il tamarindo.
Nelle diverse regioni birmane è comune trovare ristoranti che propongono piatti etnici legati alle diverse culture del paese, soprattutto Shan, come nelle aree urbane sono molto diffusi i ristoranti cinesi ed indiani. Il piatto nazionale birmano è spesso considerato essere il mohinga (မုန္႔ဟင္းခါး), costituito da noodles di riso in una zuppa di pesce. La cultura tradizionale birmana prevede che il cibo venga mangiato direttamente con le mani, anche se negli ultimi decenni si è diffusa l'abitudine di utilizzare sia le posate di tipo occidentale che le bacchette di tipo cinese.

## Matrimonio

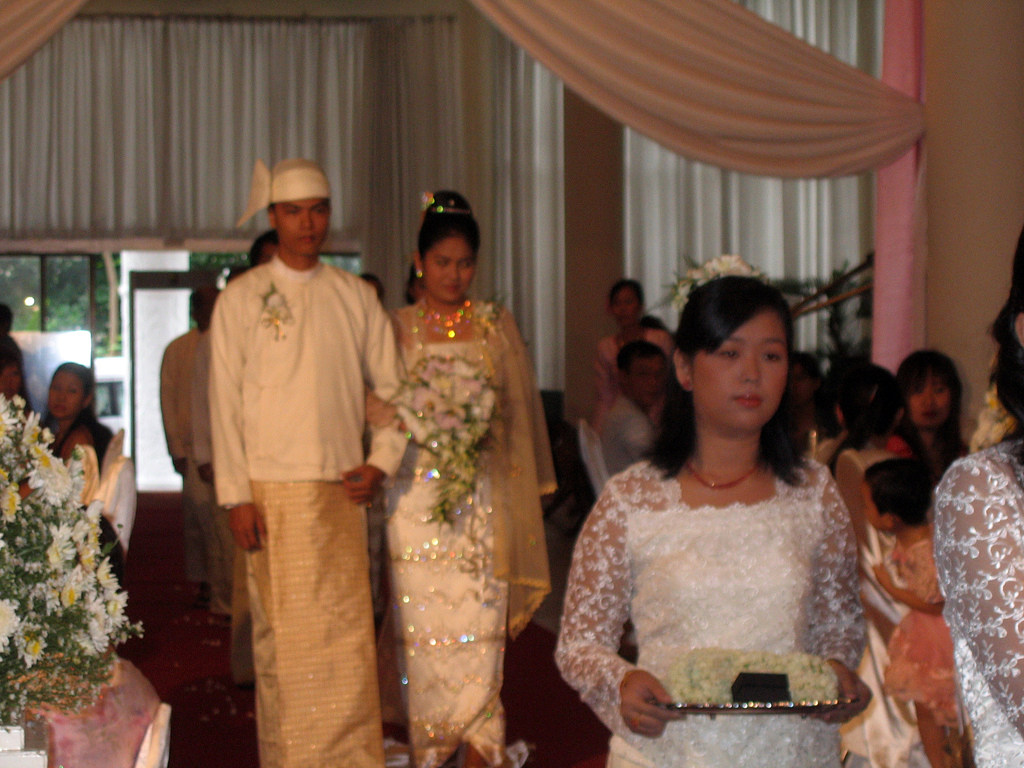
Una processione matrimoniale, con gli sposi vestiti in maniera tradizionale.

Le usanze birmane considerano l'amore come guidato dal destino, poiché è Brahmā a scrivere il nome del futuro sposo (o della futura sposa) sulla fronte dei neonati quando compiono il sesto giorno di vita (na hpuza, နဖူးစာ, letteralmente "destino sulla fronte"). I matrimoni possono essere di diversi tipi, da quelli tradizionali a quelli con riti più semplici fino ad alcune cerimonie più stravaganti. Solitamente il segno distintivo dell'avvenuto matrimonio (con o senza cerimonia) è il fatto di vedere un longyi maschile appeso su una ringhiera o su un corrimano all'esterno della casa della sposa, oppure quando una coppia mangia dallo stesso piatto. In Birmania non c'è l'usanza di matrimoni combinati o di conferire una dote ad uno degli sposi da parte della famiglia. Normalmente non ci si sposa durante i riti del vassa, che durano tre mesi fra luglio e ottobre.
Ai monaci buddhisti è proibito condurre i riti del matrimonio, come è esplicitamente prescritto nel vinaya, cerimonia considerata terrena e quindi inadatta a loro. Possono comunque essere invitati prima della cerimonia per benedire la nuova coppia e recitare un paritta a protezione degli sposi. Normalmente gli sposi organizzano una festa il mattino del matrimonio in cui raccogliere elemosine da destinare ai monaci, per guadagnare meriti.
Un rito matrimoniale più stravagante richiede mesi di preparazione e la consultazione di un astrologo, affinché lui possa indicare il luogo ed il momento migliore per l'evento. Viene poi scelto un cerimoniere (tipicamente un bramino) che conduca la cerimonia. Gli sposi si siedono vicini su dei cuscini, dopodiché il bramino fischia attraverso una conchiglia ed unisce i palmi delle mani degli sposi, li avvolge con un tessuto bianco ed immerge le mani così unite in una ciotola d'argento (il termine birmano che indica l'atto di sposarsi è let htat, လက္ထပ္, letteralmente traducibile con unire i palmi delle mani). Dopo aver recitato alcuni mantra, il bramino estrae i palmi delle mani e fischia nuovamente nella conchiglia, per segnalare la conclusione della cerimonia.

## Funerali

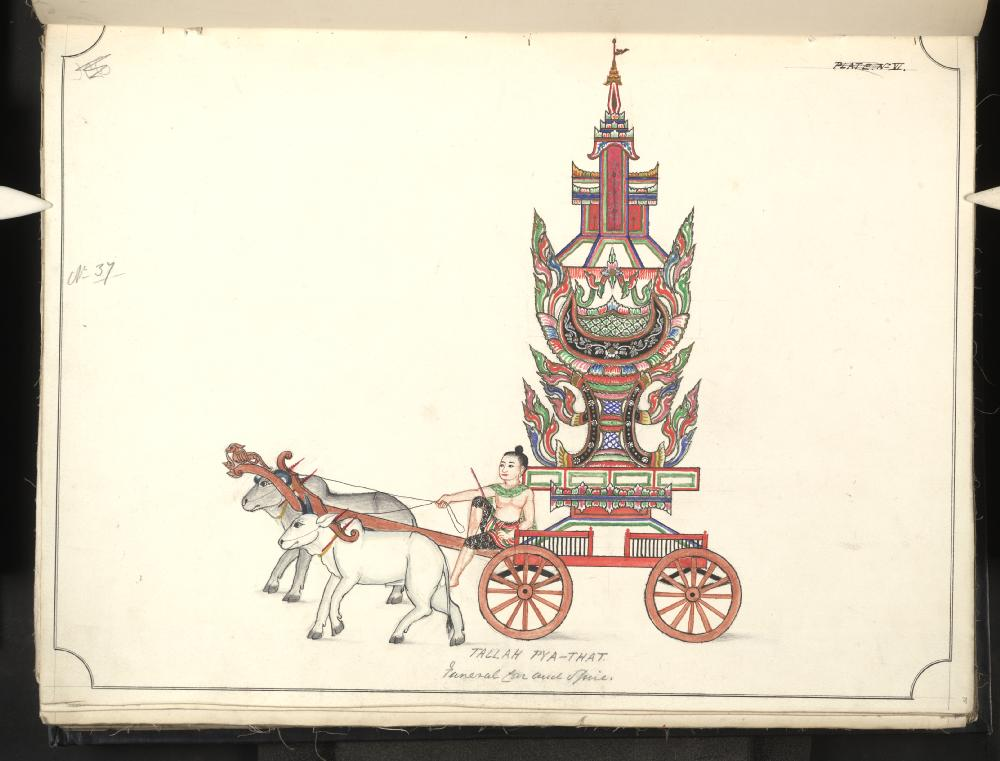
Carro funebre e guglia del XIX secolo, che facevano parte della processione dalla casa al luogo della cremazione

Una cerimonia funebre birmana tipicamente dura una settimana, anche se il corpo del defunto viene sepolto o cremato durante il terzo giorno. Solitamente viene posta una moneta (gadaw ga, ကန္ေတာ့ခ) nella bocca del defunto, in modo che per lui sia possibile pagare il pedaggio per passare nella terra dei morti. Spesso viene anche offerto del riso con curcuma per placare il bhummazo (ဘုမ္မစိုး), la divinità a guardia della Terra. Durante la cerimonia funebre vera e propria vengono distribuiti doni a tutti partecipanti: ventagli di carta con scritto il nome del defunto, oppure scritture buddhiste legate all'impermanenza della vita (anitya) o al Saṃsāra.
Nelle aree urbane sono comuni le corone di fiori, come anche l'usanza di donare denaro che verrà poi distribuito alle famiglie più povere, mentre nelle zone rurali è più diffusa l'usanza di donare direttamente cibo per le famiglie meno abbienti. Per sette giorni le finestre e la porta della casa del defunto vengono tenute aperte, in modo che lo spirito del morto (chiamato leippya, လိပ္ျပာ, letteralmente farfalla) possa uscirne, mentre di notte possono tenersi delle veglie. Il settimo giorno (yet le, ရက္လည္) viene donato cibo ai monaci, che a turno recitano una serie di benedizioni e paritta protettivi, trasferendo poi i meriti al morto; la cerimonia si conclude con la cerimonia della libagione dell'acqua.

## Religione
| religione     | religione     |  | percentuale | percentuale |
| ------------- | ------------- |  | ----------- | ----------- |
| Buddhismo     | Buddhismo     |  | 89%         | 89%         |
| Islam         | Islam         |  | 4%          | 4%          |
| Cristianesimo | Cristianesimo |  | 4%          | 4%          |
| Induismo      | Induismo      |  | 1%          | 1%          |
| Altri         | Altri         |  | 2%          | 2%          |

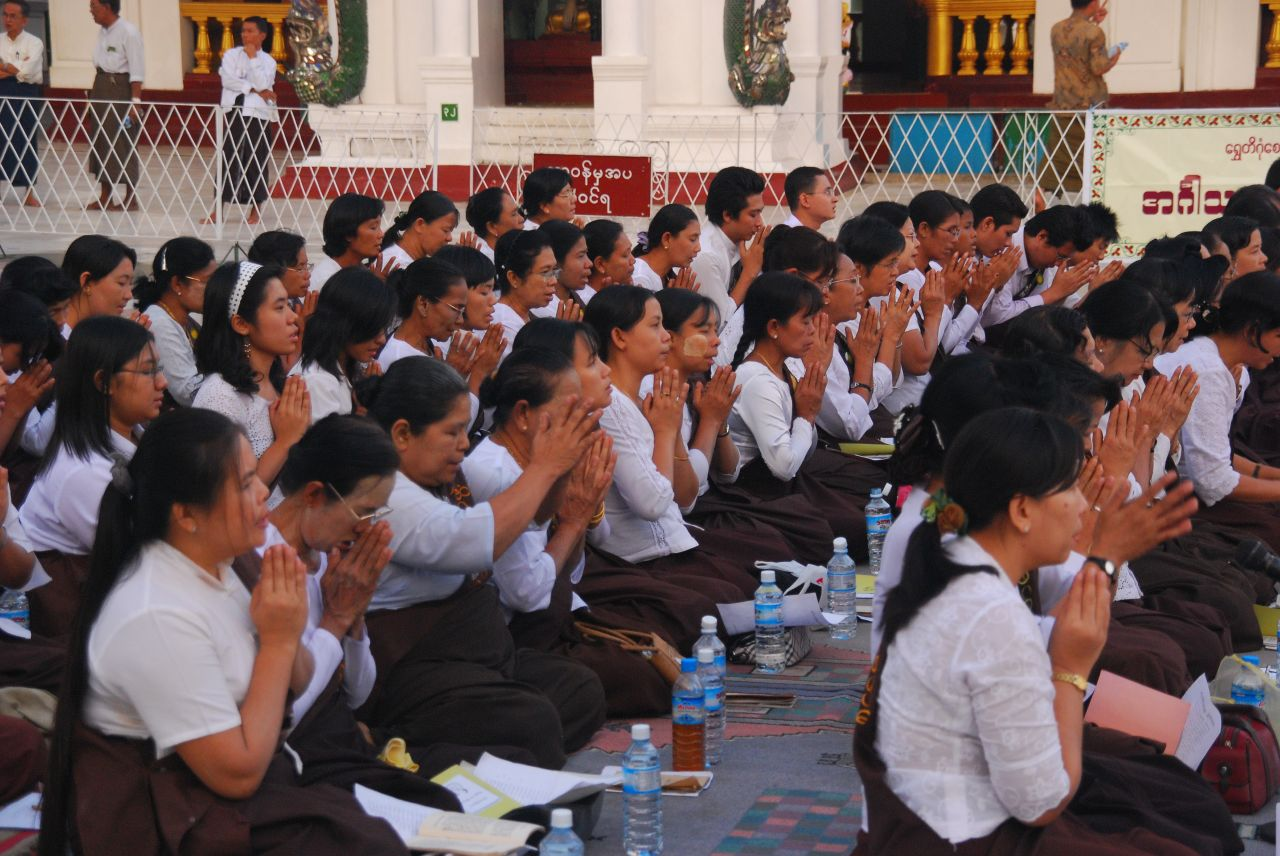
Un gruppo di fedeli buddhisti alla Pagoda Shwedagon, uno dei più importanti siti buddhisti birmani.

In Birmania la religione predominante è di gran lunga il Buddhismo Theravada, che ha iniziato a diffondersi circa 2.000 anni fa mescolandosi con l'Induismo (anch'esso importato dall'India come il Buddhismo) e l'animismo presente fra le popolazioni indigene. I regni Pyu e Mon sviluppatisi nel corso del primo millennio erano buddhisti, mentre le popolazioni Bamar erano animiste. Secondo la tradizione, il re Anawrahta di Bagan adottò il Buddhismo nel 1056 e dichiarò guerra al Regno di Thaton nel sud del paese per ottenere il Tripiṭaka e per portare all'interno del suo regno dei monaci istruiti. La tradizione religiosa che si incontra oggi in Birmania è un mix del Buddhismo Theravada originario con le tradizioni animiste originarie (rinvenibili ad esempio nel diffuso culto dei Nat, gli spiriti, insieme ad elementi presi dal Buddhismo Mahāyāna diffuso in India.
L'Islam si diffuse in Birmania più o meno nello stesso periodo, anche se rimase limitato alle zone che vanno dalle coste dell'odierno Bangladesh fino al delta dell'Irrawaddy (regione che geograficamente è oggi compresa nello stato Rakhine, chiamato originariamente Arakan e indipendente fino al XVIII secolo). Nel periodo coloniale ci fu una grande immigrazione a Yangon ed in altre grandi città di induisti e musulmani provenienti dall'India, infatti la maggior parte delle moschee e dei templi sono state costruite in questo periodo.

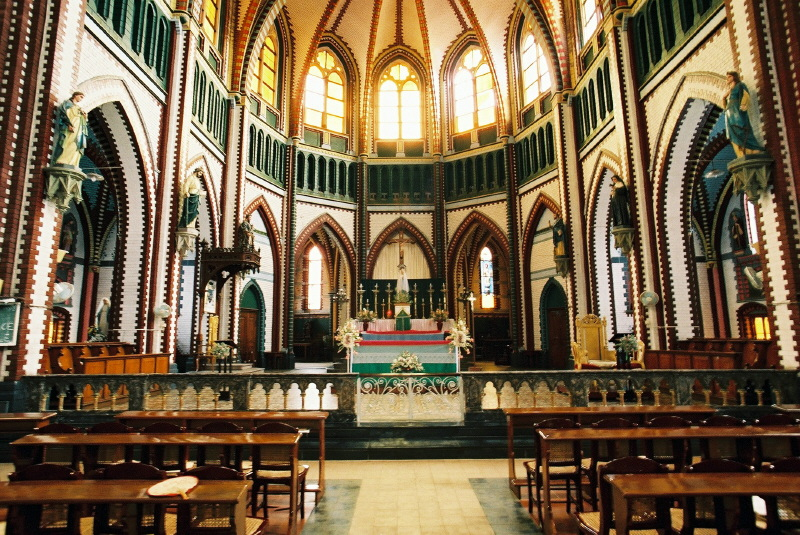
La Cattedrale di Santa Maria nel centro di Yangon, è il più grande edificio cattolico della Birmania.

Il Cristianesimo venne portato in Birmania dai missionari nel XIX secolo. Questa religione si è diffusa pochissimo fra coloro che professavano il Buddhismo, mentre ha fatto presa fra le popolazioni non buddhiste, come i Chin, i Karen ed i Kachin. Sono presenti sia il Cattolicesimo che il Protestantesimo, e la Birmania è patria di una delle maggiori comunità battiste del mondo.
Diversi templi dedicati alle religioni tradizionali cinesi sono stati costruiti a Yangon e nelle maggiori città birmane a partire dal XIX secolo, in seguito all'immigrazione di vaste comunità di cinesi nel paese.
Nelle zone più remote ed isolate della Birmania sono poi presenti alcune comunità che seguono ancora religione animiste di antiche origini.
Benché formalmente in Birmania sia garantita la libertà religiosa, le comunità cristiane e musulmane sono soggette a discriminazioni, con diversi scontri fra buddhisti e comunità islamiche sia nelle zone rurali che nelle città maggiori. A seguito della distruzione dei Buddha di Bamiyan da parte dei talebani nel 2001 si sono verificati violentissimi scontri fra buddhisti e musulmani in tutte le grandi città birmane.

### Pagode e monasteri
La Birmania è stata soprannominata la terra delle pagode a causa dell'elevatissimo numero di questo tipo di edifici (detti anche stupa) presenti sul suo territorio. I quattro siti di pellegrinaggio più importanti del paese sono la Pagoda Shwedagon a Yangon, il Tempio Mahamuni a Mandalay, la Pagoda Kyaiktiyo nello stato Mon e la città di Bagan, un'antica capitale in cui migliaia di stupa e templi risalenti a diversi secoli fa sono disseminati a perdita d'occhio su di un territorio di alcuni chilometri quadrati.

## Feste tradizionali
Il calendario birmano è costituito da dodici mesi e dodici corrispondenti festività. La maggior parte delle festività è correlata con il Buddhismo ed in qualunque città o villaggio la festa che si tiene alla pagoda (paya pwè) è la più importante.
La festa più importante è quella chiamata Thingyan, una manifestazione della durata di quattro giorni per celebrare l'arrivo del nuovo anno lunare, che si tiene il primo giorno di Tagu (il nome del primo mese nel calendario birmano), circa a metà aprile. Come per i capodanni di altri paesi del Sud-est asiatico (ad esempio il Songkran thailandese) la popolazione usa versarsi acqua l'uno sull'altro. In ogni caso il Thingyan ha un preciso significato religioso, poiché in quei giorni i fedeli buddhisti devono osservare gli otto precetti.

## Sport
Lo sport più popolare in Birmania è il calcio. Uno sport popolare e tipicamente birmano è il chinlone, giocato utilizzando una palla in rattan e potendo usare piedi, ginocchia, testa e braccia (ma non le mani). Il lethwei (una sorta di kickboxing) è molto diffuso e se ne possono vedere tornei organizzati durante le festività che si tengono nelle pagode dei rispettivi centri abitati. Altri sport tipici sono il thaing (un'arte marziale che si suddivide in combattimenti armati e a mani nude), particolari giochi equestri ed il cricket, importato dai coloni britannici (anche se la squadra birmana non è al livello di quelle di altre nazioni che facevano parte dell'Impero britannico).

## Festività nazionali
| Data (2010)        | Nome                     | Nome birmano                       | Note |
| ------------------ | ------------------------ | ---------------------------------- | --- |
| 4 gennaio          | Giorno dell'indipendenza | လြတ္လပ္ေရးေန႔ Lut lat yay nei            | Ricorda l'indipendenza dall'Impero britannico ottenuta nel 1948                                                                   |
| 12 febbraio        | Accordi di Panglong      | ပည္ေထာင္စုေန႔ Pyidaungzu nei             | Anniversario della Conferenza di Panglong del 1947, con cui si costituì l'odierna Birmania                                        |
| 26 febbraio        | Luna piena di Tabaung    | တေပါင္းလျပည့္ေန႔ Tabaung la pyei nei       | Festività di Tabaung tenuta in ogni pagoda                                                                                        |
| 2 marzo            | Giorno dei contadini     | တာင္သူလယ္သမားေန႔ Taungthu lèthama nei     | Anniversario del colpo di stato di Ne Win                                                                                         |
| 27 marzo           | Giorno dell'esercito     | တာ္လွန္ေရးေန႔ Taw hlan yei nei            | Giorno della resistenza contro l'occupazione giapponese del 1945                                                                  |
| 13-16 aprile       | Thingyan                 | သၾကၤန္ Thingyan                      | Celebra l'inizio del nuovo anno lunare birmano                                                                                    |
| 17–21 aprile       | Capodanno birmano        | စ္ဆန္းတစ္ရက္ေန႔ Hnit hsan ta yet nei     | Segna l'inizio del nuovo del nuovo anno del calendario birmano                                                                    |
| 1º maggio          | Festa del lavoro         | အလုပ္သမားေန႔ a louk thama nei           | |
| 8 maggio           | Luna piena di Kason      | ကဆုန္လျပည့္ဗုဒၶေန႔ Kason la pyei Boda nei | Anniversario della nascita, dell'illuminazione e della morte di Gautama Buddha, celebrato spargendo acqua sull'Albero della Bodhi |
| 19 luglio          | Giorno dei martiri       | အာဇာနည္ေန႔ Azani nei                   | Commemora l'assassinio di Aung San e di altri membri del governo nel 1947                                                         |
| 26 luglio          | Inizio del Vassa         | ဝါဆိုလျပည့္ေန႔ Waso la pyei nei           | |
| 23 ottobre         | Fine del Vassa           | သီတင္းကၽြတ္ Thadingyut                  | Festa delle luci |
| Ottobre - novembre | Diwali                   | ဒဝါလီေန႔ Deiwali nei                  | |
| 21 novembre        | Tazaungdaing             | တန္ေဆာင္မုန္းလျပည့္ေန႔ Tazaungmon la pyei nei | Festa delle lanterne volanti |
| 1º dicembre        | Festa nazionale          | အမ်ိဳးသားေန႔ Amyotha nei                  | Anniversario del primo sciopero degli studenti universitari nel 1920                                                              |
| 25 dicembre        | Natale                   | ခရစ္စမတ္ေန႔ Hkarissamat nei           | |
| Dicembre - gennaio | Id al-adha               | အစ္ေန႔ Id nei                        | Si tiene alla fine dell'Hajj (l'annuale pellegrinaggio alla Mecca)                                                                |
| 5 gennaio 2011     | Capodanno Karen          | ကရင္ႏွစ္သစ္ကူး Kayin hnithiku             | Celebra l'inizio dell'anno per le popolazioni di etnia Karen                                                                      |